# Yun Song-mi
Yun Song-mi (28 de janeiro de 1992) é uma futebolista norte-coreana que atua como defensora.

## Carreira
Yun Song-mi integrou o elenco da Seleção Norte-Coreana de Futebol Feminino, nas Olimpíadas de 2012.